# Oxyopes xinjiangensis
Oxyopes xinjiangensis là một loài nhện trong họ Oxyopidae.
Loài này thuộc chi Oxyopes. Oxyopes xinjiangensis được miêu tả năm 1989 bởi Hu & Wu.